# Zuivelfabriek Inex
Inex is een familiaal zuivelbedrijf dat gevestigd is in het Belgische Bavegem, een deelgemeente van Sint-Lievens-Houtem.
Het bedrijf noemde zich aanvankelijk en vanaf 1943 de Zuivelfabriek Schockaert, dat een voortzetting was van de Melkerij Sint-Martinus uit het nabijgelegen Oordegem, opgericht in 1898. De producten werden verkocht onder de naam Excellac. In 1973 werd Inex opgericht na de fusie met de consumptiemelkproductie van Inco Gent en Klerken. Ondertussen kende het bedrijf een gestage groei vanaf de Sint-Antoniusstraat tot de achtergelegen gronden aan de Meulestraat.
In 1986 en 1997 werden respectievelijk de Top Bronnen en de Koningsbronnen - beiden uit Brakel - overgenomen. In 1991 kocht men de nv Sint-Clemens uit Lier, die zijn producten verkocht onder de naam Bonilac en Babymel.
Inex haalt melk op bij 450 melkveehouders in Vlaanderen en Wallonië en verwerkt jaarlijks ruim 220 miljoen liter melk. Meer dan de helft daarvan wordt uitgevoerd. Het bedrijf stelt 400 medewerkers te werk en realiseert jaarlijks meer dan 160 miljoen euro omzet. Naast consumptiemelk specialiseert Inex zich de laatste jaren meer en meer in toegevoegde waarde producten zoals room, gearomatiseerde melkdranken, zuiveldranken, plantaardige drinks, yoghurt, desserten, lactosevrije producten en groeimelk. In 2017 nam Inex de groeimelk verkocht onder het merk Olvarit over van Danone. De producten worden nu opnieuw verkocht onder het merk Bambix. Dat merk is eveneens eigendom van Inex. Naast de merken Inex en Bambix is Inex erg actief als producent van huismerken. Buiten de retail is Inex daarenboven sterk aanwezig in het foodservice kanaal. Het kan ook grotere industriële klanten tot haar klanten rekenen.